# 中島義実
中島 義実（なかじま よしみ、1975年7月9日 - ）は、日本の実業家、元俳優、元声優、元歌手。埼玉県狭山市出身。

## 人物
埼玉県立所沢緑ヶ丘高等学校を経て西武調理師専門学校を卒業。実家は青果卸販売業を営む。幼少期から20代前半にかけてテレビドラマや映画に出演していた。
現在は芸能界を引退し、電気工事の会社を経営する傍ら、自らをリーダーとする和太鼓チームを結成、地元のイベントなどで演奏を披露している。また、家庭では二児の父でもある。
2025年、YouTubeにて覇悪怒魂というチャンネルを開設する。その前年には『おもいっきり探偵団 覇悪怒組』で共演していた石井孝明、上野めぐみや番組のファンと同窓会を行ったとのこと。

## 主な作品

### ドラマ
- ペットントン（1984年、フジテレビ）
- 特捜最前線 第387回「命の炎を燃やせ!」（1984年10月24日、テレビ朝日）
- 兄弟拳バイクロッサー （1985年、日本テレビ） - 文夫 役
- もりもりぼっくん（1986年、フジテレビ） - カケフ 役
- おもいっきり探偵団 覇悪怒組（1987年、フジテレビ） - 城金悟 役
- 仮面ライダーBLACK（1988年、MBS）
  - 第31話「燃えよ！少年戦士」 - 度会少年 役
  - 第47話「ライダー死す！」- 少年戦士 役
- 仮面ライダーBLACK RX（1988年、TBS） - 三朗 役
- 火曜サスペンス劇場「信州飯田線殺意の天竜峡」（1988年8月30日、日本テレビ）
- 探偵団スペシャル 魔隣組対覇悪怒組（1989年1月1日、フジテレビ）- 城金悟 役
- 水曜グランドロマン「帝都の夜明け『昭和三年の陪審裁判』」（1989年9月27日、日本テレビ）
- 半熟卵（1994年、フジテレビ）
- ハートにS 第14回「プレイヤー - HEART OF STONE -」（1995年7月17日、フジテレビ）
- 金曜エンタテイメント「英二ふたたび」（1997年1月24日、フジテレビ） - 八田興業のチンピラ 役

### 映画
- ドン松五郎の生活（1986年） - 松沢浩一 役
- 木村家の人々（1988年）
- BE-BOP-HIGHSCHOOL（1994年） - 兼子信雄 役
- 耳をすませば（1995年） - 杉村 役・声の出演[1]

### Vシネマ
- 平成残侠伝 ぶった斬れ!（1996年）
- ビー・バップ・ハイスクール（1996年 - 1997年） - 兼子信雄 役

### 楽曲
- にんげんっていいな（1984年2月発売。「中島義実、ヤング・フレッシュ」名義、『まんが日本昔ばなし』エンディングテーマ）
- 星うらないキラキラ （NHKみんなのうた、1981年4月 - 1991年3月）